# Rusev
Miroslav Barnyashev (em búlgaro:  Мирослав Барняшев; Plovdiv, 25 de dezembro de 1985), é um lutador de luta livre profissional, ex-remista e ex-halterofilista búlgaro. Ele trabalha atualmente para a WWE, na marca Raw, sob o nome de ringue Rusev. Ele também é conhecido por sua passagem na All Elite Wrestling (AEW) de 2020 a 2025, sob o nome de ringue Miro.
Em 2010, Barnyashev assinou um contrato com a WWE e foi designado para seu território de desenvolvimento, o Florida Championship Wrestling (FCW), que foi rebatizado como NXT em 2012. Ele atuou no NXT até 2014, quando ele e sua manager Lana foram chamados para o plantel principal da WWE. Durante seu tempo na WWE, foi três vezes campeão dos Estados Unidos da WWE. Ele foi liberado pela WWE em abril de 2020 e estreou na AEW em setembro daquele ano, conquistando o Campeonato TNT da AEW uma vez. Ele deixou a AEW em fevereiro de 2025. 

## Carreira atlética
Barnyashev nasceu em Plovdiv, Bulgária. Barnyashev praticou levantamento de peso e foi considerado para o time búlgaro das Olimpíadas de 2012.

## Carreira na luta livre profissional

### Início (2008—2011)
Na metade da década de 2000, Barnyashev imigrou da Bulgária para os Estados Unidos para se tornar um lutador profissional. Ele originalmente se mudou para a Virgínia, antes de se mudar para Torrance, Califórnia, onde começou a treinar com Gangrel e Rikishi na Knokx Pro Wrestling Academy. Barnyashev estreou no circuito independente em 22 de novembro de 2008 como "Miroslav Makaraov", derrotando Aerial Star.
Em 2010, Barnyashev lutou na Vendetta Pro Wrestling como "Miroslav".

### World Wrestling Entertainment/WWE

#### Territórios de desenvolvimento (2011—2014)
Em abril de 2011, Barnyashev foi contratado pela WWE. Ele foi enviado para o território de desenvolvimento Florida Championship Wrestling (FCW), onde adotou o nome "Alexander Rusev". Sua estreia televisionada aconteceu em 17 de julho de 2011, derrotando Mike Dalton enquanto agenciado por Raquel Diaz. Logo após sua estreia, Rusev se lesionou e passou seis meses em reabilitação.
Rusev retornou em março de 2012, quando ele e Antonio Cesaro desafiaram Bo Rotundo e Husky Harris pelo Campeonato Floridense de Duplas da FCW. No verão de 2012, Rusev sofreu uma lesão no pescoço, ficando com o braço temporariamente paralisado. Em sua reabilitação, Barnyashev viajou para a Tailândia para praticar Muay Thai. Em agosto de 2012, WWE transformou a FCW em WWE NXT.
Após se recuperar, Rusev fez sua estreia no NXT em 30 de maio de 2013, competindo em uma battle royal para definir o desafiante pelo Campeonato do NXT, vencida por Mason Ryan.

#### Plantel principal
Rusev fez sua estreia no elenco principal durante o Royal Rumble em 26 de janeiro de 2014. O sexto participante, Rusev foi eliminado por Seth Rollins, CM Punk, Kofi Kingston e Cody Rhodes.
No SmackDown de 31 de janeiro, um vídeo promocional com Rusev e Lana foi exibido para anunciar a estreia oficial dos dois no elenco principal                     No dia 3 de novembro daquele ano, Rusev ganhou o WWE United States Championship, antes de perdê-lo para John Cena no WrestleMania 31 em 29 de março de 2015.
Rusev criou uma feud com Dolph Ziggler, após este ter beijado Lana. A partir daí Rusev passou a fazer sua entrada com a diva Summer Rae e Dolph Ziggler com Lana. Isso se seguiu até o Raw em que Summer Rae descobriu que Rusev estava noivo de Lana.
No Hell in a Cell Rusev lutou ao lado de King Barret e do Mr. money in the Bank, Sheamus contra Dolph Ziggler, Cesaro e Neville em um combate que acabaram sem a vitória. Rusev sofreu uma ruptura no Bíceps em um combate contra Neville, no qual foi obrigado a perder por DQ

## Filmografia

### Filme
| Ano  | Título                                        | Papel     | Notas                  |
| ---- | --------------------------------------------- | --------- | ---------------------- |
| 2016 | Countdown                                     | Ele mesmo |                        |
| 2016 | Scooby-Doo! and WWE: Curse of the Speed Demon | Ele mesmo | Voz                    |
| 2018 | Another Version Of You                        | Kiril     | Ex-namorado de Gwyneth |

### Televisão
| Ano       | Título        | Papel          | Notas                       |
| --------- | ------------- | -------------- | --------------------------- |
| 2016–2018 | Total Divas   | Ele mesmo      | Recorrente (temporadas 6–8) |
| 2022      | East New York | Nickie Dushkin | Episódio: "Pilot"           |

### Web
| Ano       | Título             | Papel                          | Notas                 |
| --------- | ------------------ | ------------------------------ | --------------------- |
| 2015–2020 | UpUpDownDown       | Ele mesmo/Roman Reigns/Tong Po | Aparições regulares   |
| 2016      | Sisters the Series | Namorado                       | Episódio: "Boyfriend" |

## No wrestling

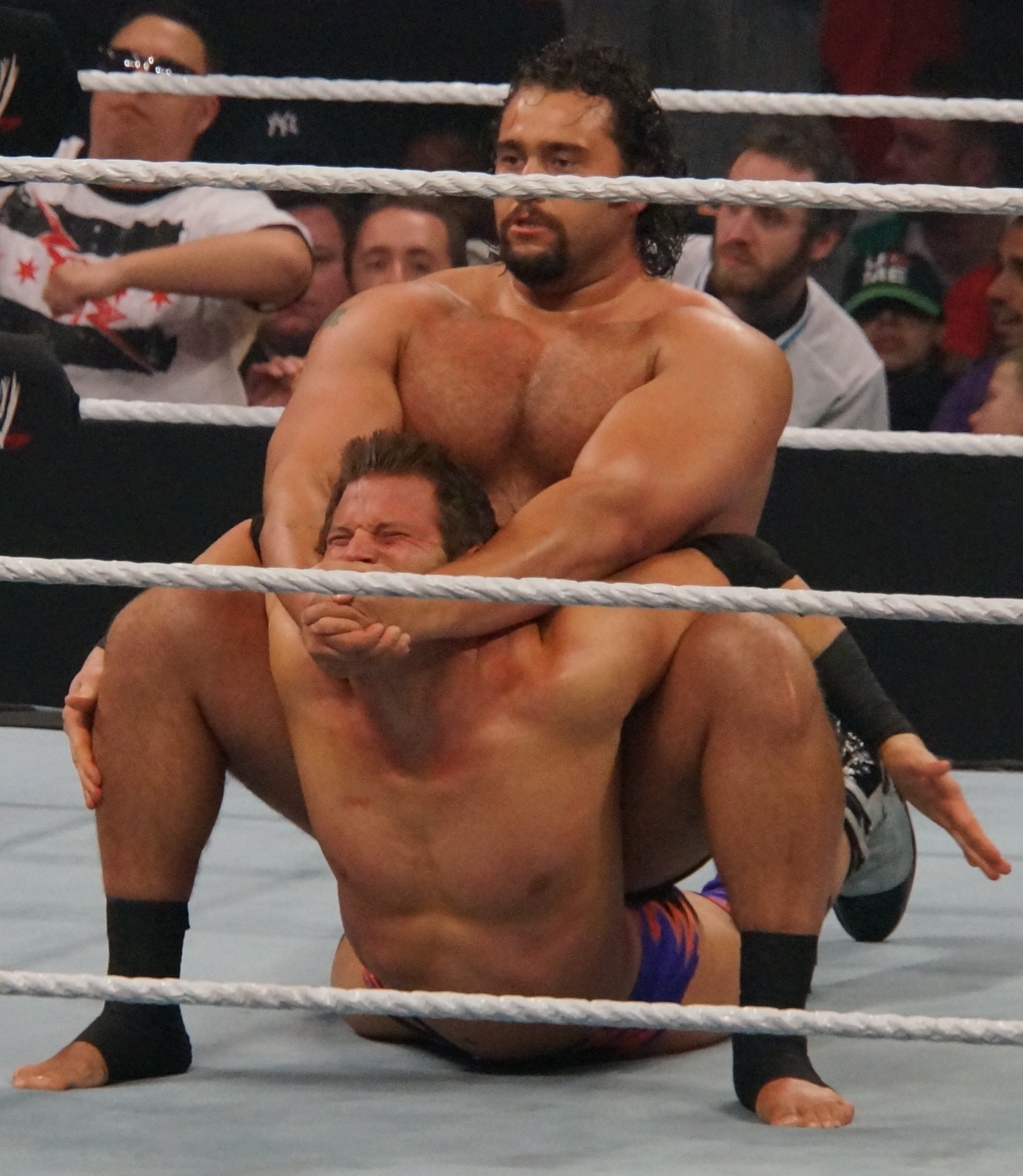
Rusev (direita) aplicando um The Accolade em Zack Ryder (em baixo) em abril de 2014.

- Movimentos de finalização
  - The Accolade[4] (Camel clutch, após aplicar um stomp nas costas do oponente)[19][20][21][22] – 2013–presente
  - Bulplex[5] (Oklahoma roll transicionado em um release German suplex)[8][9][23] – 2011–2012
  - Jumping side kick[24][25][26][27][28] – 2014–presente- usualmente usado como movimento secundário
- Movimentos secundários
  - Body block, ao contrário da posição do oponente[29][30][31][32]
  - Diving headbutt[33][34]
  - Fallaway slam[35][36][37]
  - Múltiplos knee lifts, em um oponente preso entre as cordas do ringue[29][31][32][38]
  - Running hip attack, em um oponente encurralado[20][22][30]
  - Samoan drop[31][32][39][40]
  - Spinning heel kick[22][29][41][42]
  - Swinging side slam[32][38][43][44]
- Managers
  - Lana[45]
  - Markus Mac[46]
  - Nick Rogers[47]
  - Raquel Diaz[9]
  - Sylvester Lefort[3][48]
  - Summer Rae[49]
  - Aiden English
- Alcunhas
  - "The Bashing Bulgarian"[2]
  - "The Bulgarian Brute"[50]
  - "The Hero of the Russian Federation"[4]
  - "The Russian Tank"[51]
  - "The Super-Athlete"[52]
  - "Ru Ru"[53]

## Títulos e prêmios
- All Elite Wrestling
  - AEW TNT Championship (1 vez)[54]
- Pro Wrestling Illustrated

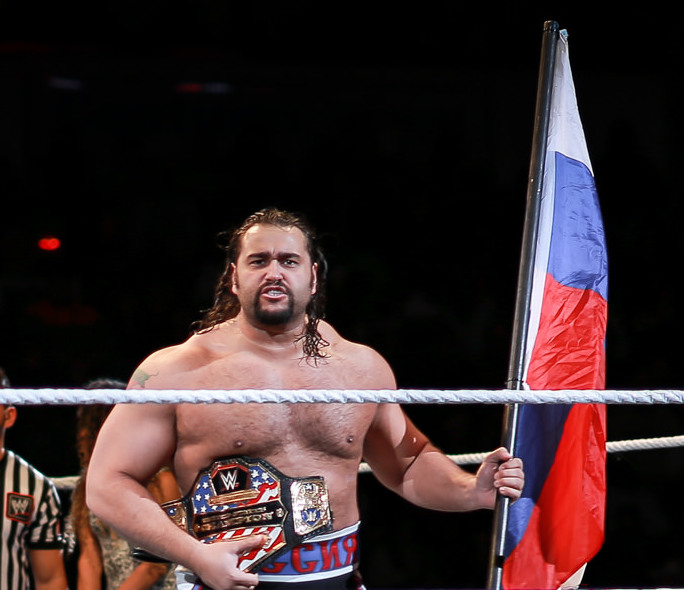
Rusev foi três vezes campeão dos Estados Unidos da WWE...

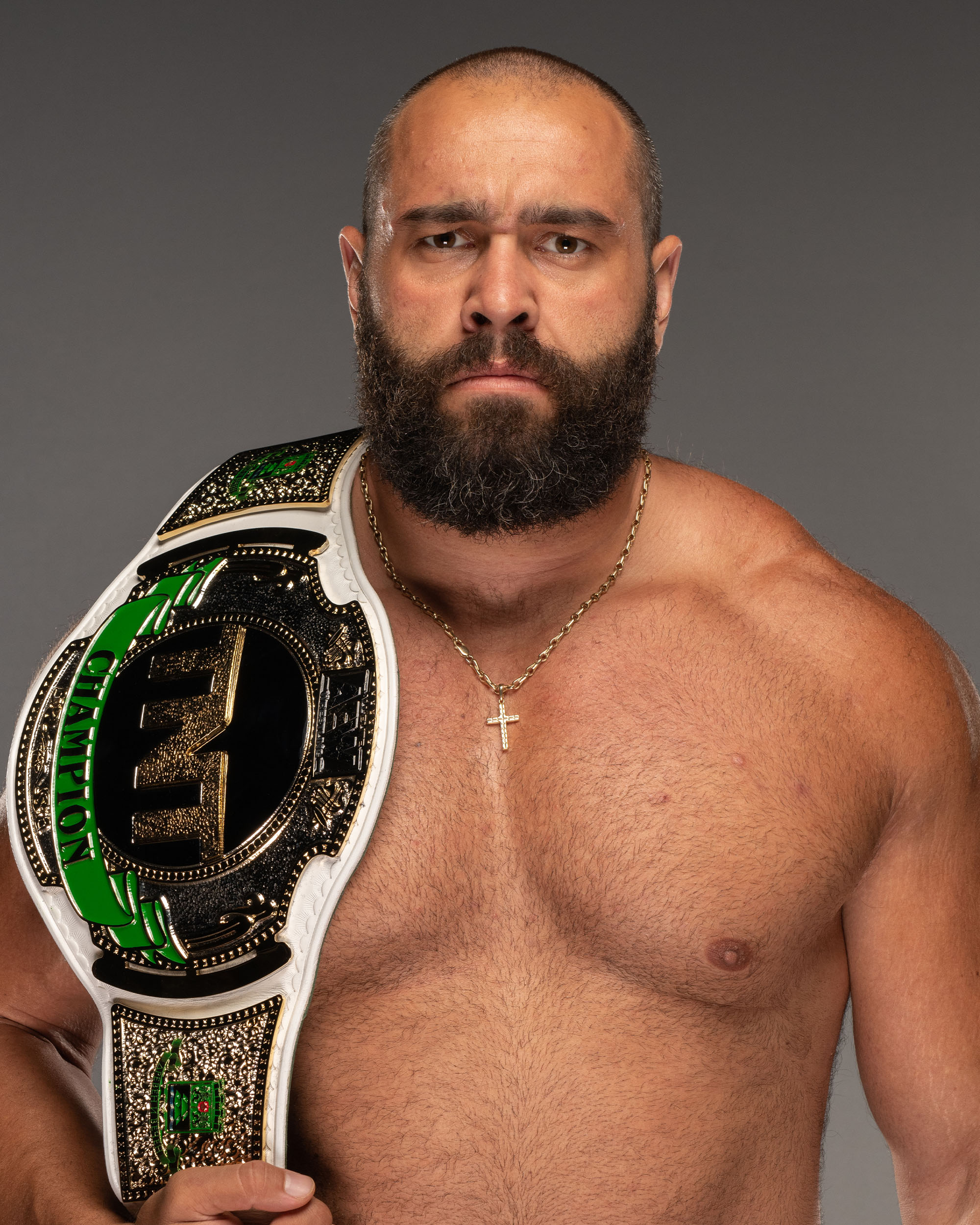
...e ao se juntar à AEW, ele se tornou campeão TNT uma vez.

  - Lutador com maior melhora no ano (2014)[55]
  - PWI colocou-o em 8º dos 500 melhores lutadores na PWI 500 em 2015[56]
- Rolling Stone
  - Pior História (2015)[57] - com Dolph Ziggler, Summer Rae e Lana
- WrestleCrap
  - Gooker Award (2015) - rivalidade com Dolph Ziggler, Summer Rae e Lana[58]
- Wrestling Observer Newsletter
  - Melhor personagem (2014) com Lana[59]
  - Maior melhora (2014)[59]
  - Mais subestimado (2017)[60]
- WWE
  - WWE United States Championship (3 vezes)[61]
  - Slammy Award pela luta do ano (2014) – Team Cena vs. Team Authority no Survivor Series